# SN 1006
SN 1006 — наднова зоря у сузір'ї Вовка, яка утворилася у 1006 році. Знаходиться на відстані 6850 світлових років від Землі.

## Історія
Вперше вибух наднової SN 1006 спостерігали 1 травня 1006 року китайські і арабські астрономи. Подія згадувалася китайцями в «Історії династії Сун», де було вказане точне місце на небосхилі. Зоря світила так яскраво, що вночі завдяки цьому світлу були добре помітні предмети, а вдень від її світла падала тінь.
Арабський астроном Алі ібн Рідван, перебуваючи в Єгипті, відзначав:
|  | Нова зірка була дископодібної форми та у 2,5—3 рази яскравіша за Венеру. Небо помітно посвітлішало через світло зорі. Інтенсивність її світла трохи перевершувала чверть інтенсивності місячного |

.
Ченці монастиря Святого Галла, що розташований на території сучасної Швейцарії, незалежно від інших астрономів теж спостерігали цю подію:
|  | Дивним чином вона то стискалася в розмірах, то розпливалася, а іноді зовсім гасла. Зоря знаходилася на небосхилі близько 3-х місяців у найпівденнішій частині неба за межами сузір'їв видимих на небі. |

Зараз газопилова хмара, що залишилася після вибуху наднової, простягається на відстань 60 світлових років, представляючи собою залишки зорі типу білий карлик. Колись цей білий карлик був частиною подвійної зоряної системи. Він силою своєї гравітації перетягував речовину із зорі-компаньйона. Накопичився надлишок маси, який, зрештою, запустив термоядерну реакцію, що знищила карликову зорю. При вибуху виділилась величезна кількість енергії, близько 1051 ерг.

## Галерея

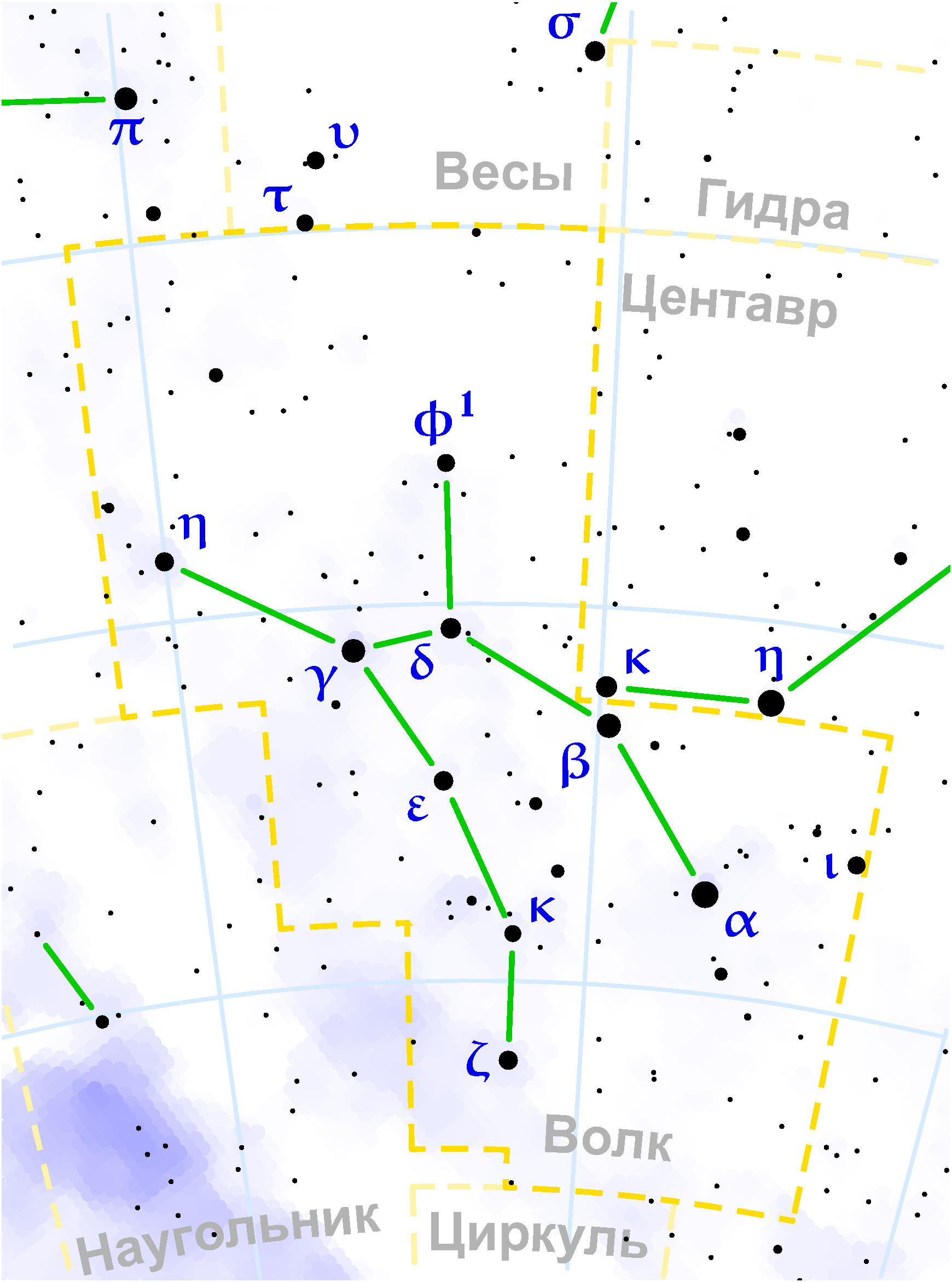
Розташування SN 1006 на мапі сузір'я Вовка
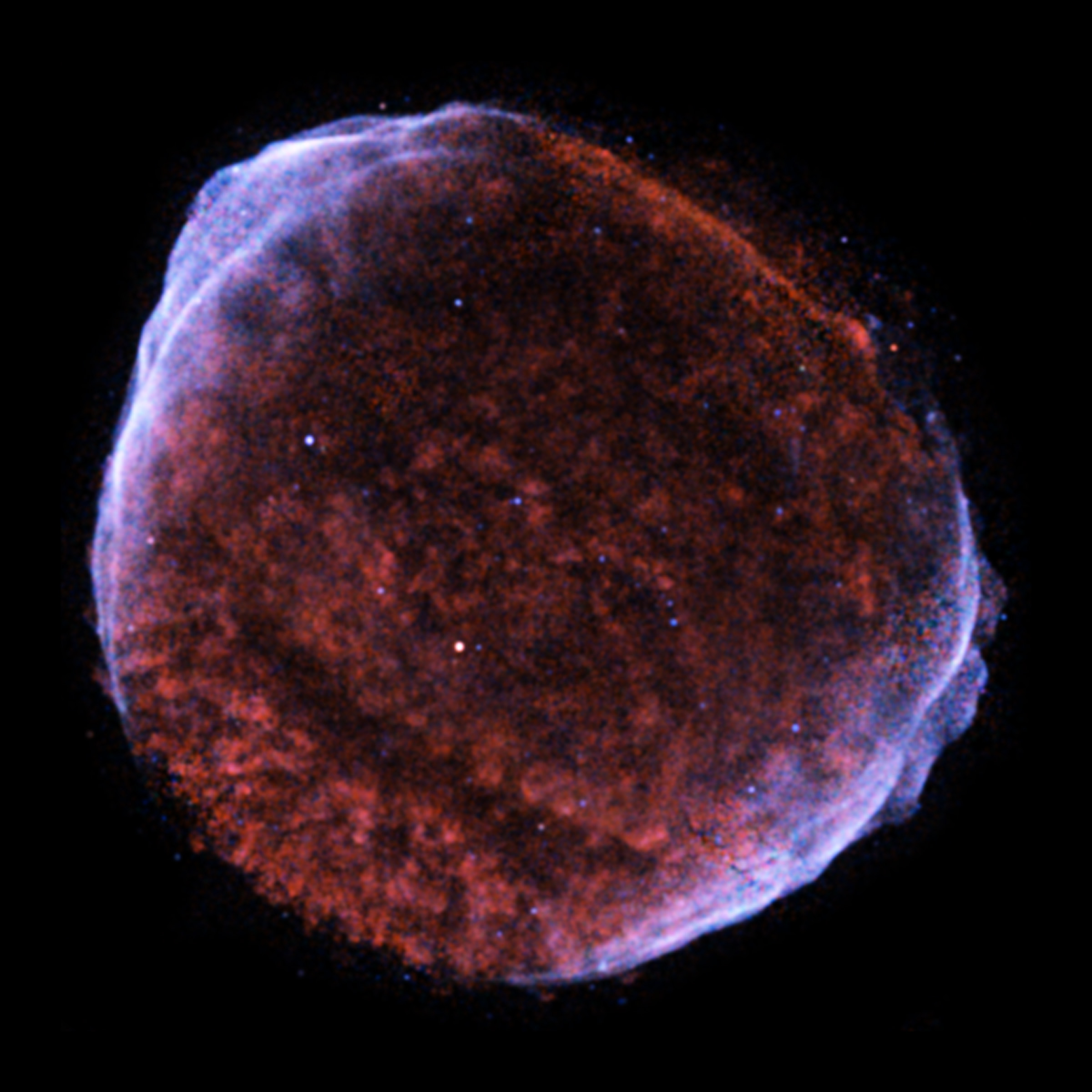
Фото 2008 року